# Scaphispatha gracilis
Scaphispatha gracilis là một loài thực vật có hoa trong họ Ráy (Araceae). Loài này được Brongn. ex Schott miêu tả khoa học đầu tiên năm 1860.